# Stiftung Denkmalpflege Hamburg

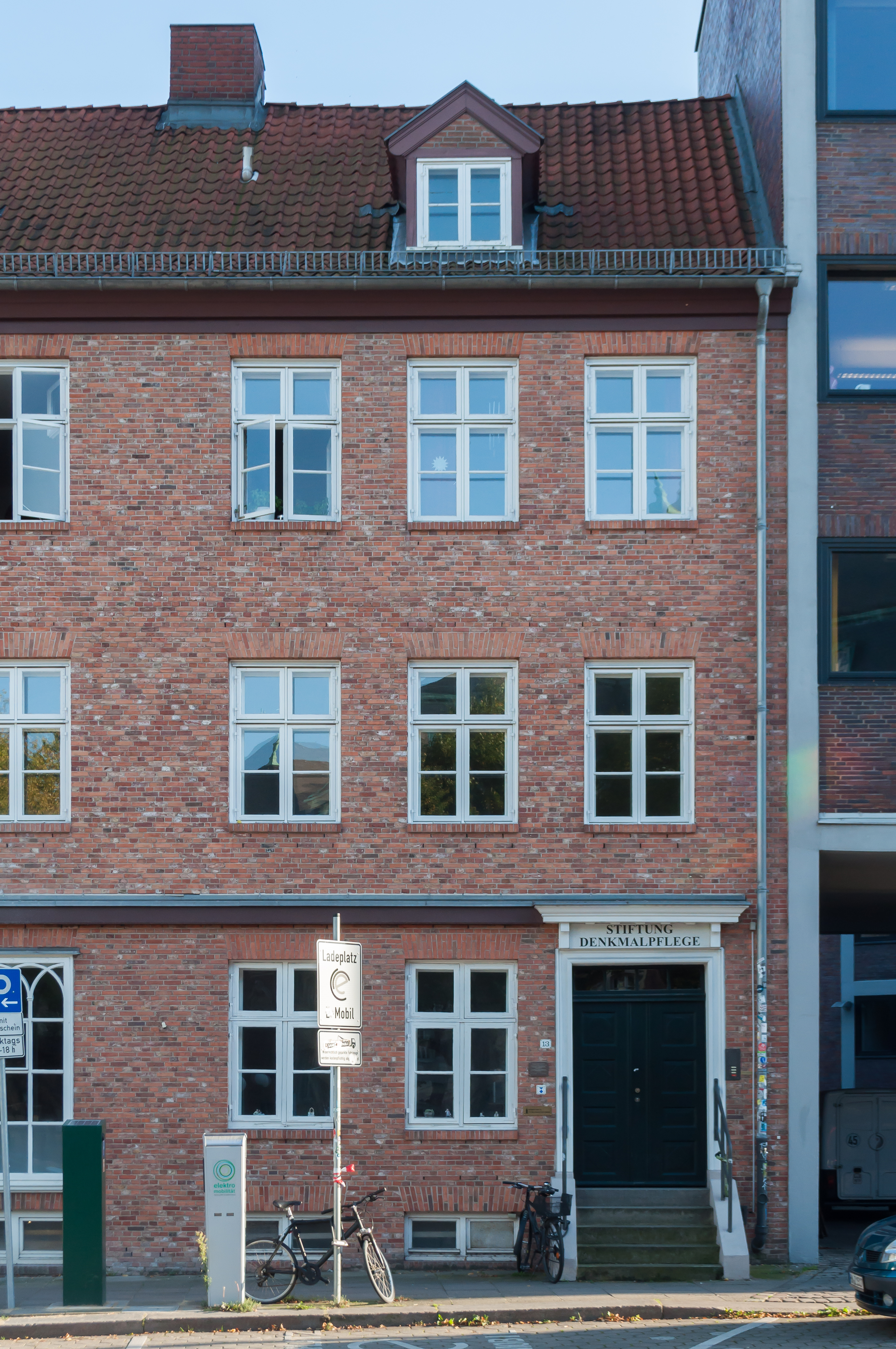
Die in der Neustadt gelegene Geschäftsstelle der Stiftung

Die Stiftung Denkmalpflege Hamburg wurde im Jahr 1978 von der Freien und Hansestadt Hamburg gegründet.

## Aufgabenstellung
Aufgabe der Stiftung ist es, stadthistorisch bedeutsame Gebäude zu erwerben und diese in vorbildlicher Art und Weise zu restaurieren. Auch vergibt die Stiftung Zuschüsse für Denkmalprojekte; wobei die hierfür benötigten finanziellen Mittel von ihr selbst erwirtschaftet werden. Den Projekten der Stiftung kommen die Mieteinnahmen aus eigenen Immobilien ebenso wie erhaltene Spenden zugute.
Die Stiftung legt Publikationen zu den Hamburger Kulturdenkmälern vor. Des Weiteren ist sie Veranstalter von Ausstellungen, Vorträgen, Denkmalmessen und des Tages des offenen Denkmals.
Die Stiftung Denkmalpflege Hamburg leistet Öffentlichkeitsarbeit mit der Zielsetzung, ein Bewusstsein für die Bewahrung des historisch gewachsenen Erscheinungsbildes der Stadt zu schaffen.

## Projekte
Eine Anzahl stadtgeschichtlich herausragender Bauten wurde bislang von der Stiftung erworben und saniert.
Stiftungsmittel flossen u. a. in den Bäckerbreitergang, Garten de l’Aigle, Jenischpark, Jüdischen Friedhof Altona, Stuhlmannbrunnen, Vierländerin-Brunnen sowie in die Hamburger Sternwarte, das Gartenhaus Fontenay und Schillerdenkmal.

## Auszeichnungen
Im Jahr 2000 erhielt die Stiftung gemeinsam mit dem Nationalmuseum Warschau die denkmal-Goldmedaille für herausragende Leistungen in der Denkmalpflege.